# Kløfta
Kløfta er en stationsby i landskabet Romerike i Ullensaker kommune i Akershus i Norge. Den havde 6.684 indbyggere 1. januar 2009. Navnet Kløfta kommer af deling af vejen, da vejen fra Oslo til Trondheim og Kongsvinger adskildtes her.
De største virksomheder på Kløfta er et stort indkøbscenter og et af Norges største fængsler, Ullersmo.
I Kløfta findes også en stor, kendt kirke, Ullensaker kirke, kaldt «Romeriksdomen».
60°04′27″N 11°08′17″Ø / 60.07407°N 11.13805°Ø